# Квінсбері
Квінсбері (англ. Queensbury) — парафія в Канаді, у провінції Нью-Брансвік, у складі графства Йорк.

## Населення
За даними перепису 2016 року, парафія нараховувала 1174 особи, показавши скорочення на 7,7%, порівняно з 2011-м роком. Середня густина населення становила 3,9 осіб/км².
З офіційних мов обидвома одночасно володіли 130 жителів, тільки англійською — 1 040. Усього 20 осіб вважали рідною мовою не одну з офіційних.
Працездатне населення становило 59,1% усього населення, рівень безробіття — 16,3% (19,1% серед чоловіків та 10,9% серед жінок). 85,4% осіб були найманими працівниками, а 13,8% — самозайнятими.
Середній дохід на особу становив $40 628 (медіана $32 992), при цьому для чоловіків — $49 289, а для жінок $31 603 (медіани — $40 371 та $25 248 відповідно).
33,3% мешканців мали закінчену шкільну освіту, не мали закінченої шкільної освіти — 17,9%, 48,3% мали післяшкільну освіту, з яких 29% мали диплом бакалавра, або вищий, 20 осіб мали вчений ступінь.
| Статево-вікова структура населення | Статево-вікова структура населення | Статево-вікова структура населення | Статево-вікова структура населення | Статево-вікова структура населення |
| ---------------------------------- | ---------------------------------- | ---------------------------------- | ---------------------------------- | ---------------------------------- |
|                                    |                                    |                                    |                                    |                                    |
| Всього                             | Всього                             | 49,8%50,2%                         |                                    |                                    |
| 0 — 14 років                       | 0 — 14 років                       |                                    | 12,8%                              | 12,8%                              |
| 15 — 64 років                      | 15 — 64 років                      |                                    | 66,7%                              | 66,7%                              |
| 65 і більше                        | 65 і більше                        |                                    | 20,5%                              | 20,5%                              |
| 85 і більше                        | 85 і більше                        |                                    | 1,3%                               | 1,3%                               |
| Середній вік (років)               | Середній вік (років)               | 45,645,8                           | 45,7                               | 45,7                               |
| Медіана (років)                    | Медіана (років)                    | 50,151,3                           | 50,6                               | 50,6                               |
| — чоловіки — жінки                 |                                    |                                    |                                    |                                    |

| Походження мешканців:     | Походження мешканців:     | Походження мешканців: | Походження мешканців: | Походження мешканців: |
| ------------------------- | ------------------------- | --------------------- | --------------------- | --------------------- |
| Походження                |                           |                       | осіб                  | %                     |
| Корінні американці        | Корінні американці        |                       | 35                    | 2.98%                 |
| Інше північноамериканське | Інше північноамериканське |                       | 605                   | 51.49%                |
| Європейське               | Європейське               |                       | 760                   | 64.68%                |
| британське                | британське                |                       | 650                   | 55.32%                |
| французьке                | французьке                |                       | 160                   | 13.62%                |
| українське                | українське                |                       | 15                    | 1.28%                 |
| Азійське                  | Азійське                  |                       | 20                    | 1.7%                  |
| Океанійське               | Океанійське               |                       | 15                    | 1.28%                 |

| Зайнятість населення за галузями (за класифікацією NOC): | Зайнятість населення за галузями (за класифікацією NOC): | Зайнятість населення за галузями (за класифікацією NOC): | Зайнятість населення за галузями (за класифікацією NOC): | Зайнятість населення за галузями (за класифікацією NOC): |
| -------------------------------------------------------- | -------------------------------------------------------- | -------------------------------------------------------- | -------------------------------------------------------- | -------------------------------------------------------- |
|                                                          |                                                          |                                                          |                                                          |                                                          |
| Управління                                               | Управління                                               |                                                          | 14,8%                                                    | 14,8%                                                    |
| Бізнес, фінанси та адміністрування                       | Бізнес, фінанси та адміністрування                       |                                                          | 9,8%                                                     | 9,8%                                                     |
| Природничі та прикладні науки                            | Природничі та прикладні науки                            |                                                          | 4,1%                                                     | 4,1%                                                     |
| Охорона здоров'я                                         | Охорона здоров'я                                         |                                                          | 8,2%                                                     | 8,2%                                                     |
| Освіта, правозахист, муніципальні та урядові служби      | Освіта, правозахист, муніципальні та урядові служби      |                                                          | 16,4%                                                    | 16,4%                                                    |
| Мистецтво, культура, відпочинок та спорт                 | Мистецтво, культура, відпочинок та спорт                 |                                                          | 1,6%                                                     | 1,6%                                                     |
| Роздрібна торгівля та послуги                            | Роздрібна торгівля та послуги                            |                                                          | 13,1%                                                    | 13,1%                                                    |
| Гуртова торгівля, транспорт та обладнання                | Гуртова торгівля, транспорт та обладнання                |                                                          | 16,4%                                                    | 16,4%                                                    |
| Природні ресурси, сільське господарство                  | Природні ресурси, сільське господарство                  |                                                          | 8,2%                                                     | 8,2%                                                     |
| Виробництво                                              | Виробництво                                              |                                                          | 6,6%                                                     | 6,6%                                                     |

## Клімат
Середня річна температура становить 4,7°C, середня максимальна – 22,8°C, а середня мінімальна – -16,8°C. Середня річна кількість опадів – 1 103 мм.
| Клімат поселення                              | Клімат поселення | Клімат поселення | Клімат поселення | Клімат поселення | Клімат поселення | Клімат поселення | Клімат поселення | Клімат поселення | Клімат поселення | Клімат поселення | Клімат поселення | Клімат поселення | Клімат поселення |
| Показник                                      | Січ.             | Лют.             | Бер.             | Квіт.            | Трав.            | Черв.            | Лип.             | Серп.            | Вер.             | Жовт.            | Лист.            | Груд.            |                  |
| Середній максимум, °C                         | −4,2             | −2,66            | 2,95             | 9,55             | 16,66            | 21,69            | 22,78            | 22,56            | 17,34            | 11,30            | 5,16             | −2,52            |                  |
| Середня температура, °C                       | −10,49           | −8,94            | −3,34            | 3,26             | 10,36            | 15,39            | 18,43            | 18,20            | 12,98            | 6,96             | 0,81             | −6,87            |                  |
| Середній мінімум, °C                          | −16,78           | −15,23           | −9,63            | −3,03            | 4,08             | 9,11             | 14,09            | 13,87            | 8,64             | 2,61             | −3,54            | −11,22           |                  |
| Норма опадів, мм                              | 100              | 65               | 86               | 86               | 100              | 88               | 101              | 87               | 92               | 96               | 104              | 98               |                  |
| Середньомісячна швидкість вітру, м/с          | 3.60             | 3.68             | 3.90             | 3.72             | 3.41             | 3.00             | 2.70             | 2.57             | 2.82             | 3.20             | 3.40             | 3.53             |                  |
| Середньомісячна сонячна радіація, кДж/м²·день | 5308             | 8444             | 12254            | 15501            | 18348            | 20298            | 19868            | 17643            | 13139            | 8343             | 5006             | 4175             |                  |
| --------------------------------------------- | ---------------- | ---------------- | ---------------- | ---------------- | ---------------- | ---------------- | ---------------- | ---------------- | ---------------- | ---------------- | ---------------- | ---------------- | ---------------- |
| Джерело:                                      |                  |                  |                  |                  |                  |                  |                  |                  |                  |                  |                  |                  |                  |